# Sjipkamonument

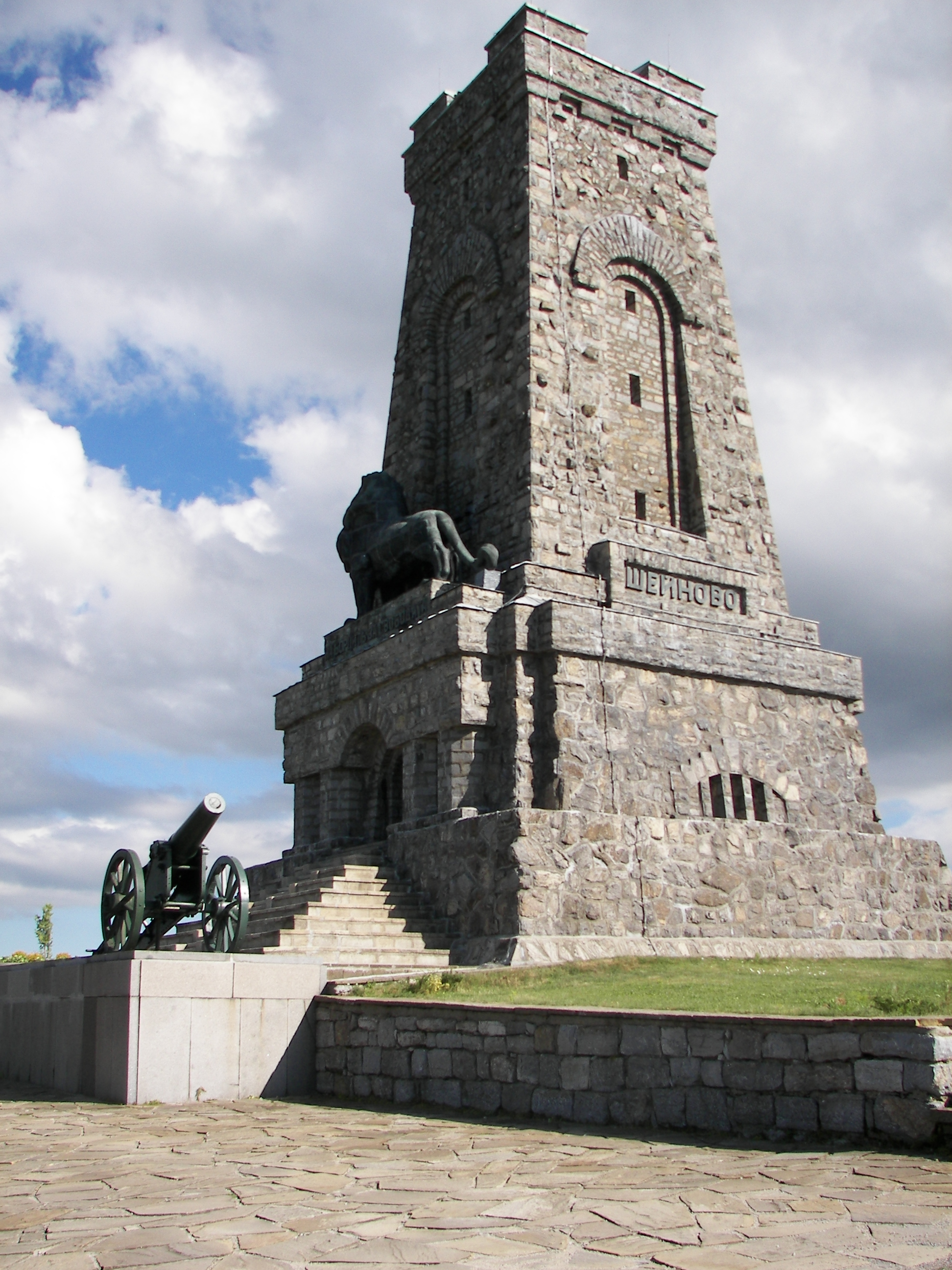
Het Sjipkamonument

Het Sjipkamonument (Bulgaars: Шипка (паметник), Shipka (pametnik)) op de Balkan is opgericht ter ere van het Russische leger dat onder leiding van Tsaar Alexander II in de Russisch-Turkse Oorlog in 1878 Bulgarije bevrijdde van de Ottomaanse overheersing.
In 1876 waren de Bulgaren in opstand gekomen tegen de Turken die al bijna vijf eeuwen het land bezethielden. De opstand begon in Koprivsjtitsa in de Anti-Balkan, een gebergte ten zuiden van de Balkan. Aanvankelijk werd de opstand met harde hand onderdrukt. In 1877 kwam ondersteuning van de Russen om hun geloofsgenoten te redden.
Uit dankbaarheid werden onder meer dit monument, maar ook de vlakbijgelegen Sjipkakerk gebouwd. Beide zijn gelegen in de Sjipkapas, waar een beslissende slag tegen de Turken werd gewonnen.